# Турель (архітектура)
Туре́ль (фр. tourelle — невелика вежа) — в середньовічній архітектурі невелика вежа, яка «виступає від стіни або встановлена на даху». 

## Опис
У середньовічній фламандській архітектурі туреллю називали наверші круглої башти чи кілька дрібних башт (зазвичай десять) навколо однієї центральної башти. Інша форма терміну: торнелла (лат. tornellae — вежа). В окремих випадках — близько поняттю табернакль.
В архітектурі середньовічної Франції турель — одна з бічних веж, що оточують донжон. Класичний приклад композиції донжону з турелями — Венсенський замок (1337–1340). В історії англійської архітектури часу Тюдорів і короля Якова I (XVI — початку XVII ст.) турелі, частіше восьмигранної форми з плоскими майданчиками, зводили по кутках будівлі або за французьким звичаєм — круглими з напівсферичними навершями. Різноманітні турелі зустрічаються в архітектурі епохи Французького ренесансу і «стилі шотландських баронів».
Турель у функціональному та композиційному відносинах близька фортифікаційним спорудам: бартизанам і кавальєрам, але, на відміну від них, форму турелі продовжували використовувати в цивільній ренесансній та постренесансній архітектурі, переосмислюючи як декор, аж до стилізацій в архітектурі модерну, частіше у вигляді консолі на деякій висоті аналогічно еркеру. 

### Приклади

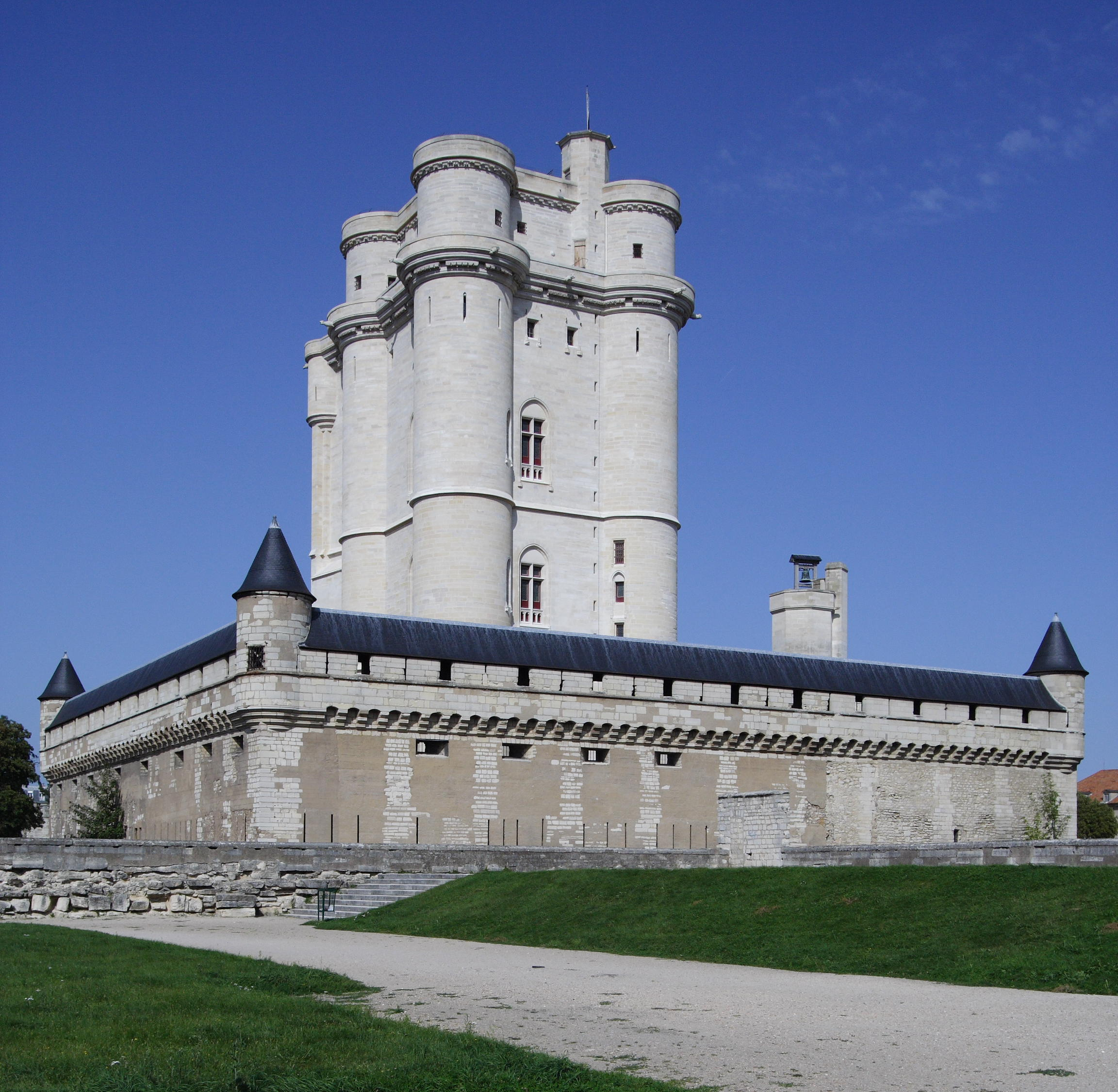
Венсенський замок. 1337–1340, Франція
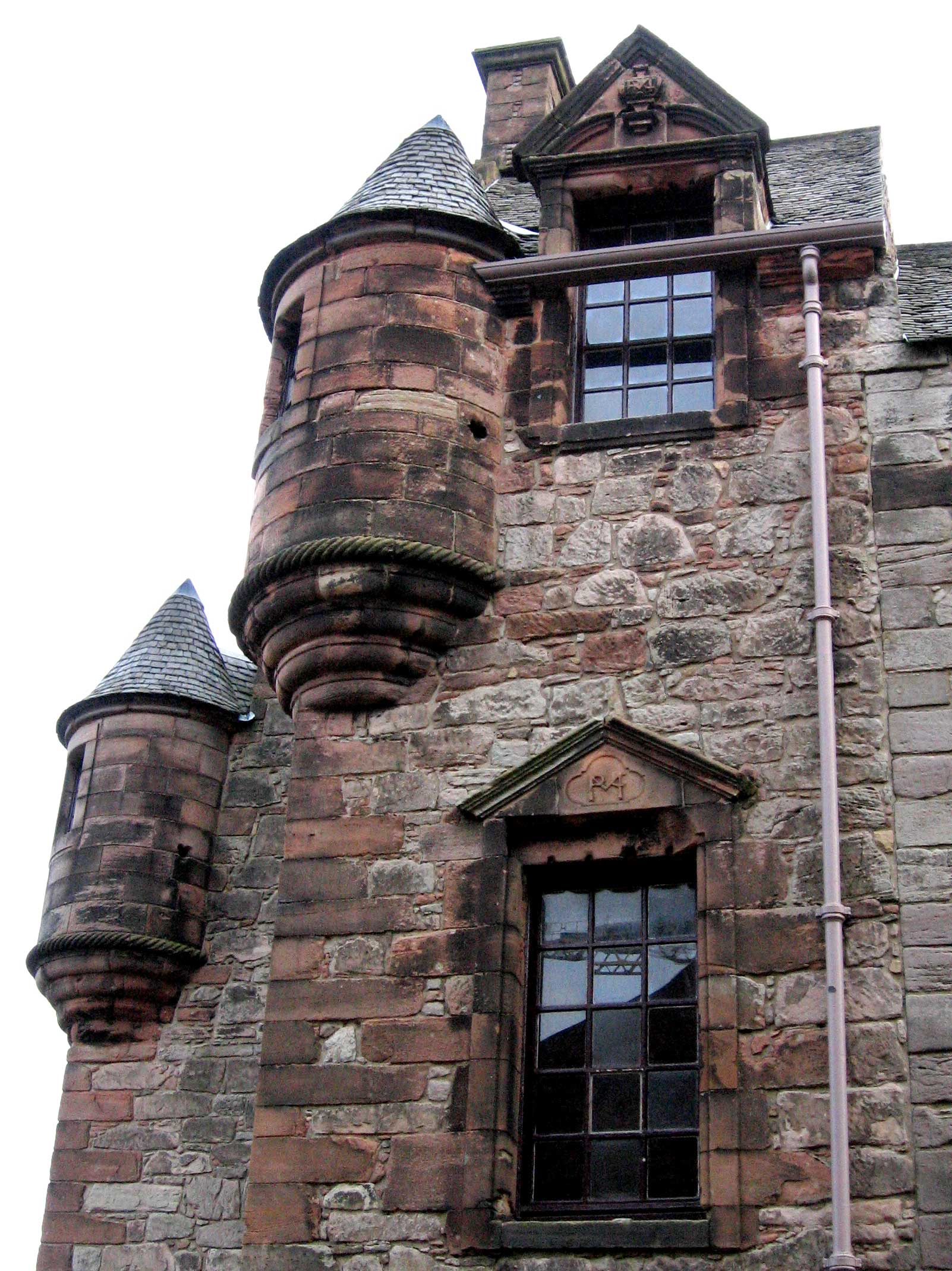
Турелі замку Ньюак. Порт-Глазго, Велика Британія
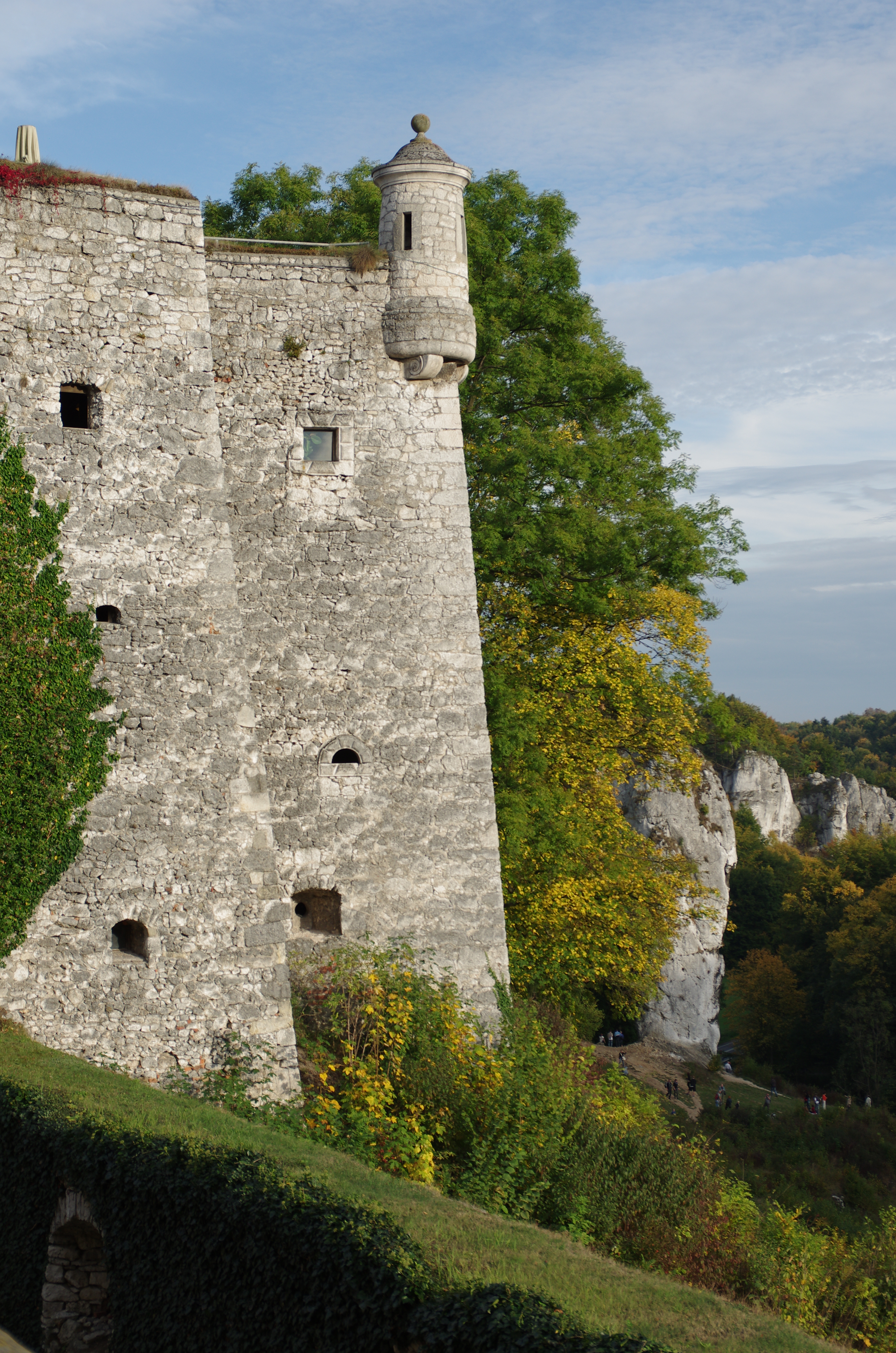
Турель замку Пєскова Скала, Польща
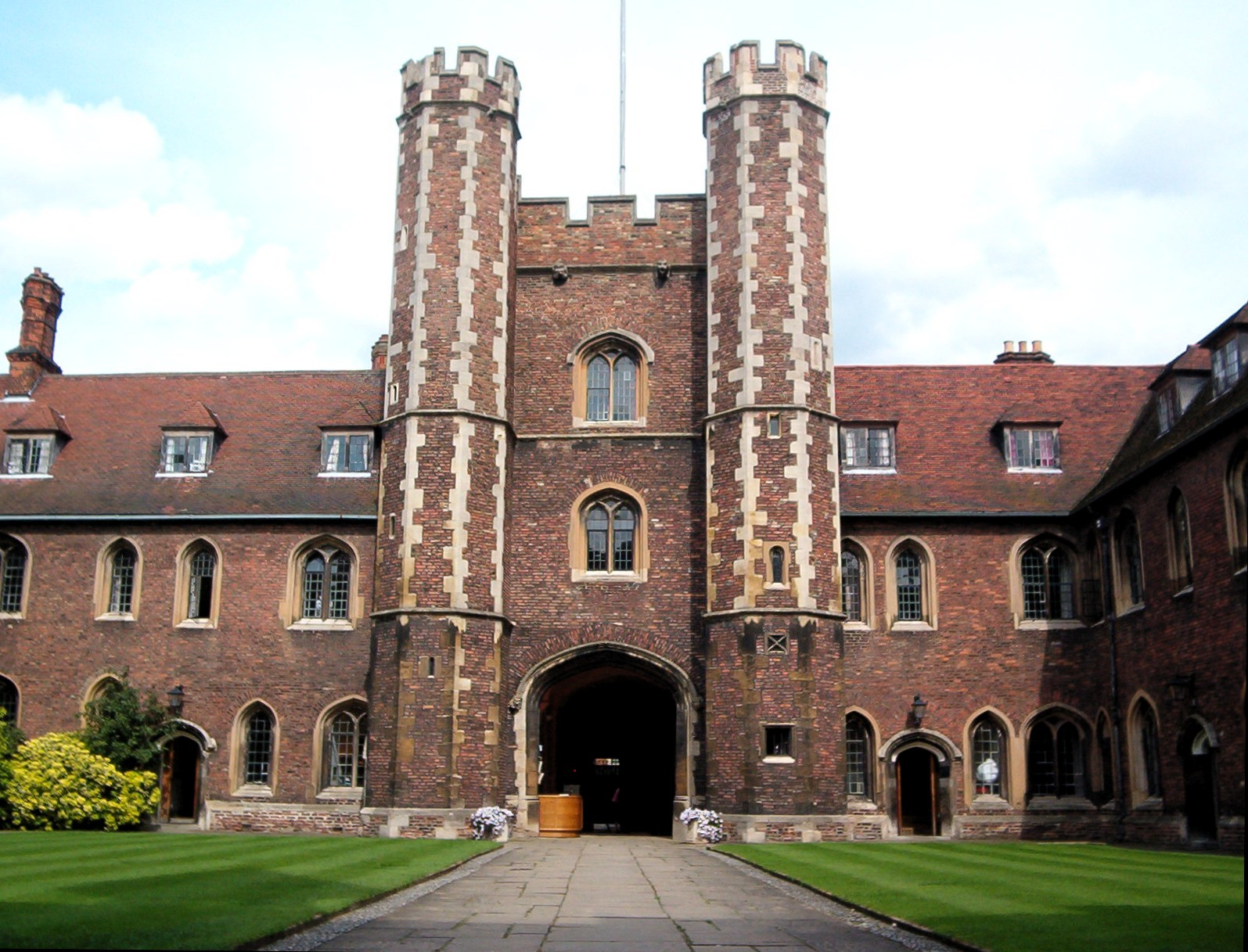
Вежі, фланкуючі портал в Куїнз-коледж, Кембридж, XV ст., Велика Британія
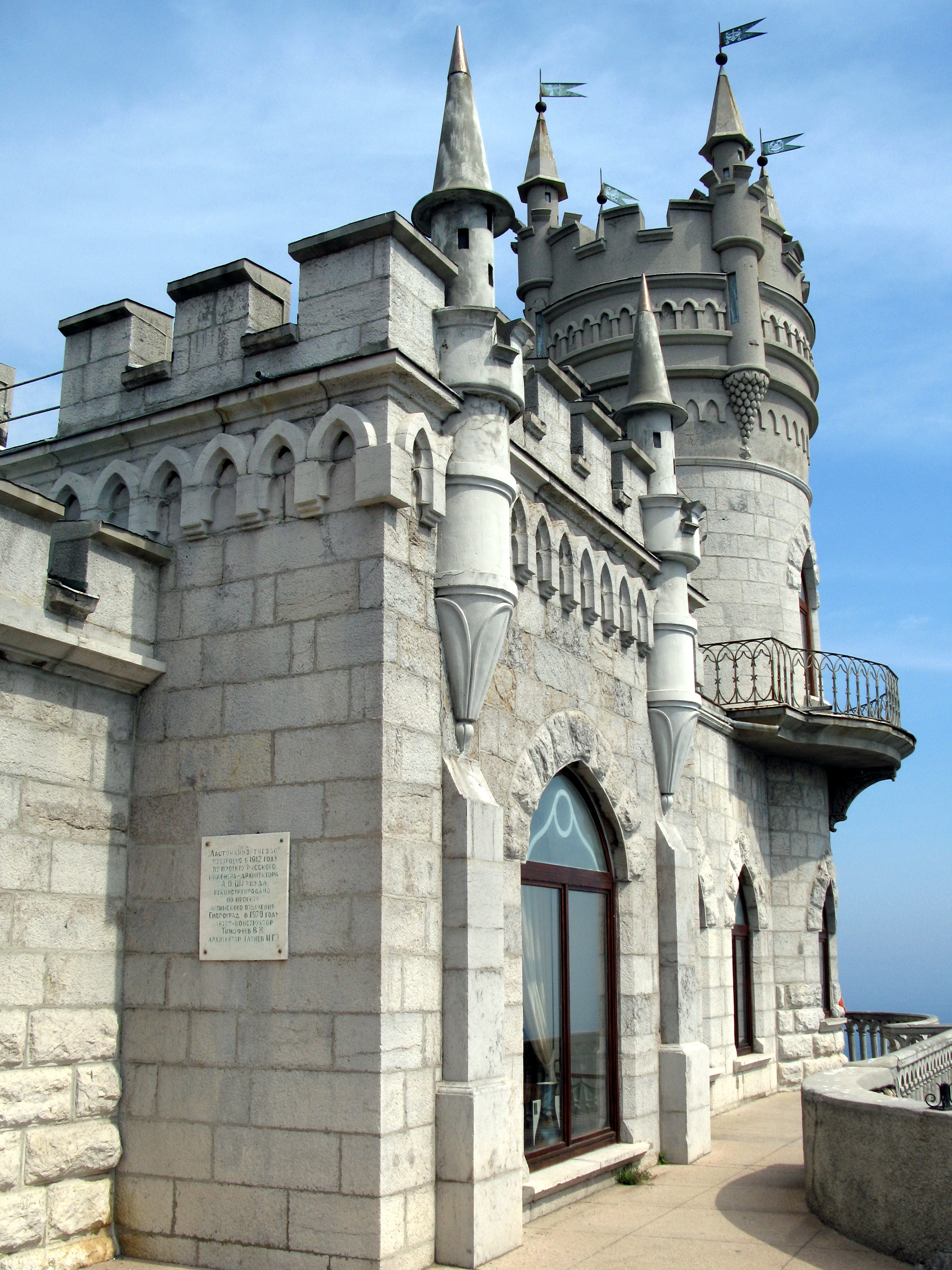
Декоративні турелі «Ластівчиного гнізда», Крим, Україна, 1912 р.
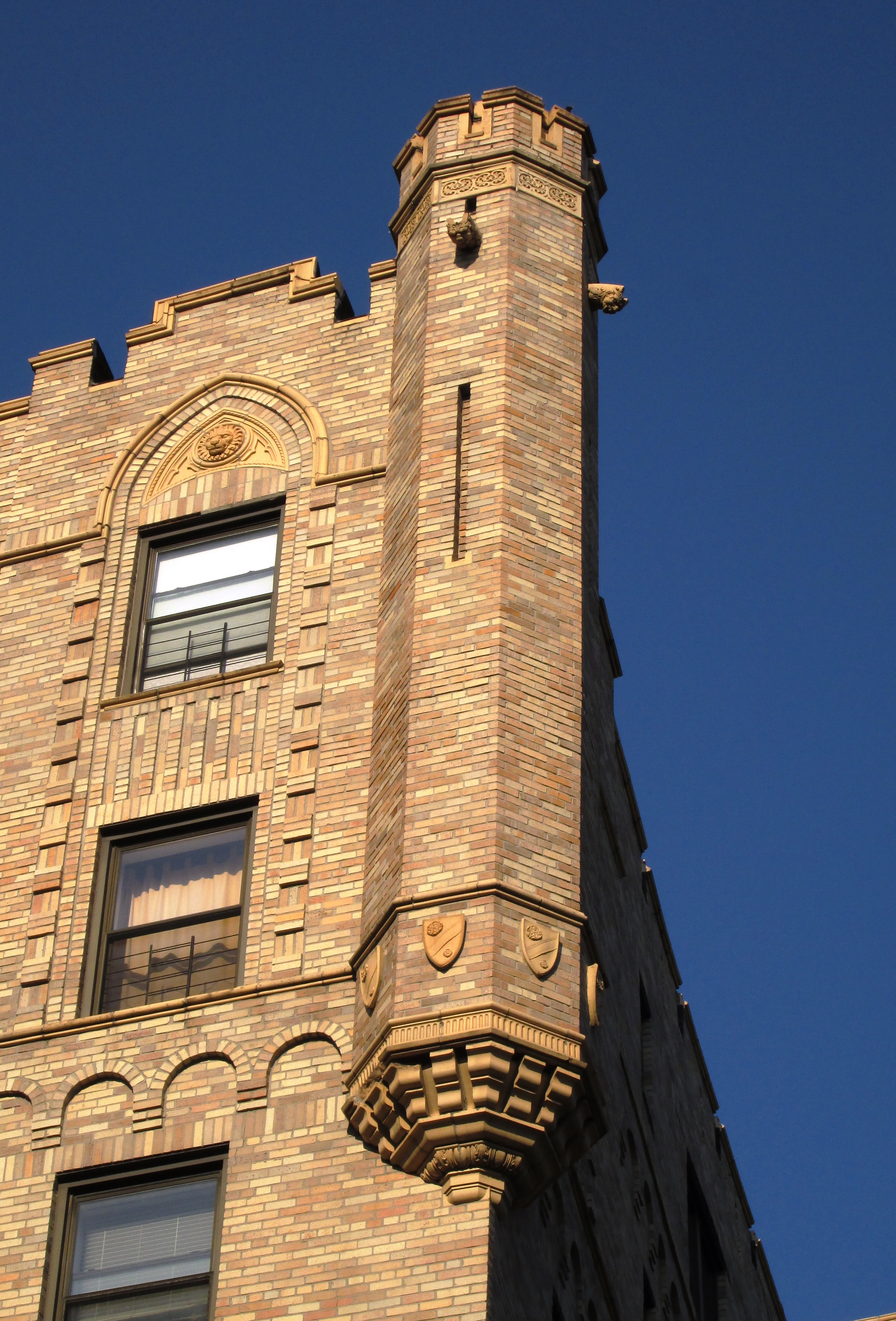
Кутова «турель» будинку в Бронксі, Нью-Йорк, США. 1920 р.
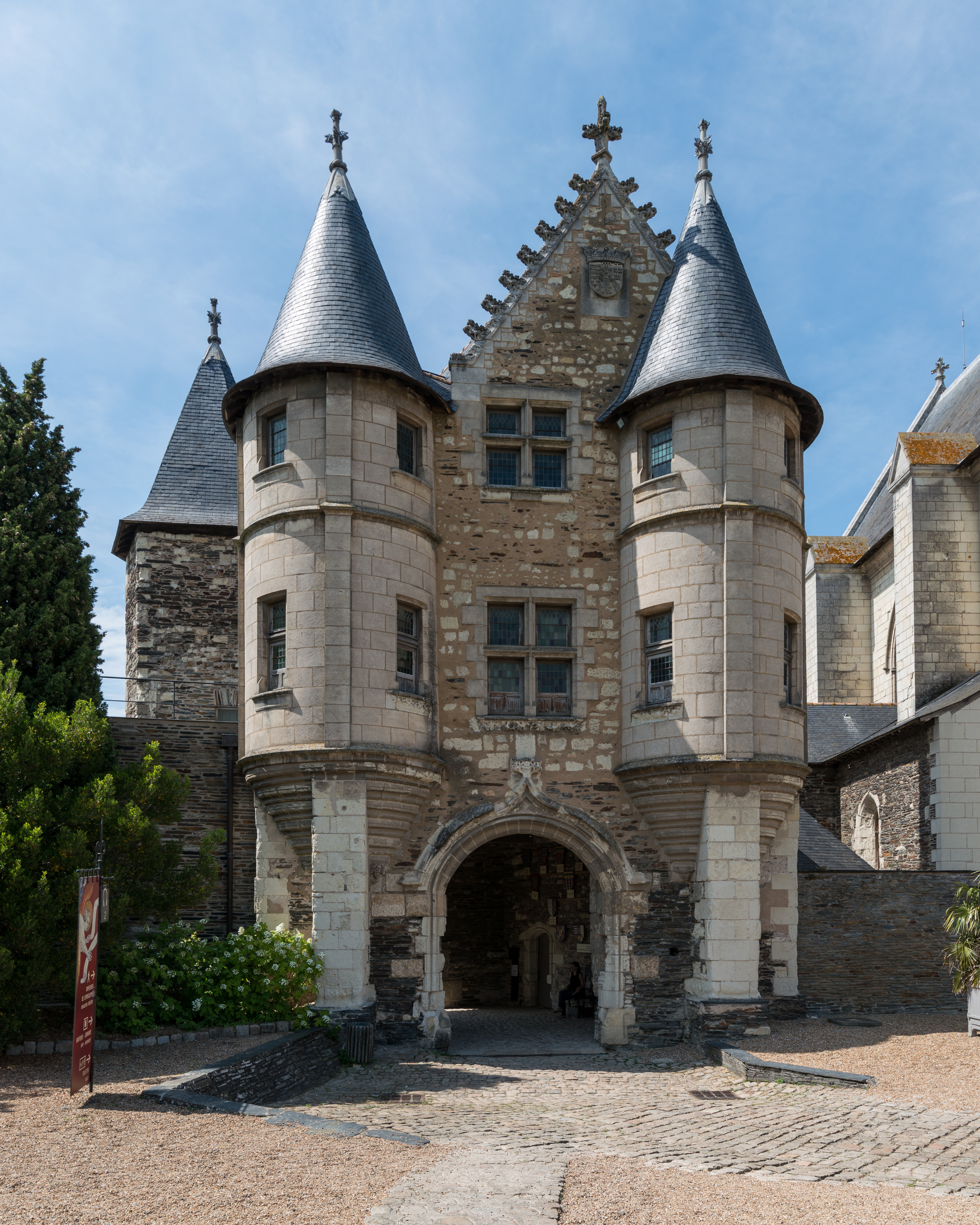
Замок Анже, Мен і Луара, Франція.